# Gabriele Casella
Gabriele Casella (Roma, 23 giugno 1994) è un artista marziale italiano.
Soprannominato "Il Magnifico" per lo stile incredibile in cui combatte, è il giovane atleta Italiano e artista degli sport da combattimento più iridato di tutto il paese. Pluricampione mondiale di Muay Thai, pluricampione mondiale Kick Boxing/K-1, Medaglia d'oro dei Campionati Italiani di Pugilato.
Gabriele The Magnificent è attivo in diverse categorie di peso e in discipline da combattimento: Muay Thai e Kick Boxing / K-1 / Full contact karate / Boxing.
Gabriele Casella è un atleta dal palmares impressionante: è Campione del Mondo W.A.K.O PRO (World Association of Kickboxing Organisations) peso 85.100 kg, titolo vinto a Montecarlo nel 2016

, Campione del Mondo W.M.O., titolo conquistato a Roma il 29 aprile 2017
iridato Juniores e senior dilettanti WAKO, Campione Europeo ed italiano dilettanti WAKO e, dulcis in fundo, Medaglia d'Oro ai Campionati Italiani di Pugilato Elite 2019 categoria -91 kg e Bronzo ai Campionati Italiani di Pugilato Elite 2014.
Ha alle spalle 32 match con 29 vittorie, ben 25 delle quali per Ko. È un atleta estremamente aggressivo che vanta un eccelso uso delle braccia e un imprevedibile, dinamico e stupefacente uso delle gambe, in uno stile di combattimento estremamente originale e unico.

## Carriera
Dal 2014 ha iniziato a combattere con grande frequenza, arrivando a disputare 12 incontri di diverse discipline (tra K-1, full contact, pugilato) e in diverse categorie di peso.
Nell'aprile 2016 ha combattuto contro Ekapop Sor Klimnee nella Muay Thai fermando l'ago della bilancia a 78.5 kg.
Il 24 giugno 2016 ha combattutto a Monte Carlo nella serata Monte Carlo Fighting Master, una delle serate mondiali più prestigiose a livello mondiale per la kickboxing, per il titolo mondiale dei cruser weight, contro il francese Gregory "la Sfinge" Grossi, laureandosi campione del Mondo WAKO PRO K1 85.100 kg.
Il 29 aprile 2017 si laurea nuovamente campione del Mondo conquistando la cintura W.M.O. sconfiggendo il britannico Lawrence Smithen.
Ha combattutto nell'importante torneo KunLun contro la leggenda Artur Kyshenko al limite degli 80kg. L'evento si è svolto a Bangkok il 10 maggio 2017 ed era presente a bordo ring l'inventore del torneo giapponese K-1. Il match è stato perso da Casella, ma di strettissima misura ai punti. Dieci mesi prima, Kyshenko nello stesso torneo, sconfisse per k.o. Alex Pereira.
Nel 2019 Kyshenko verrà poi squalificato per doping da un'organizzazione privata per 4 anni.
Nel dicembre 2019, Casella vince con soli 18 incontri da dilettante, i campionati Italiani assoluti elite di pugilato nella categoria -91kg. È stato poi riserva olimpionica per le olimpiadi di Tokio 2020.

## Partnership e collaborazioni
È apparso sulla copertina del magazine Uomo&Fitness edizione italiana di Men's Fitness di cui è successivamente divenuto collaboratore con una sua rubrica fissa. 
Collabora anche con il magazine Women's Fitness e con il magazine Car.

## Curiosità
Ha partecipato nel 2018 al programma di Rai 2 Mezzogiorno in famiglia con il comune di Breno (Brescia).